# آوید آدیو
آوید آدیو (انگلیسی: Avid Audio) شرکت فناوری اطلاعات آمریکایی است، که در سال ۱۹۸۴ تأسیس شد.